# جيري نيوتن
جيري نيوتن (بالإنجليزية: Jerry Newton)‏ هو سياسي أمريكي، ولد في 15 سبتمبر 1937 في منيابولس في الولايات المتحدة. حزبياً، نشط في الحزب الديمقراطي. وقد انتخب عضو مجلس نواب مينيسوتا.

## وصلات خارجية
- الموقع الرسمي